# Franz Koch (Manager)
Franz Koch (* 16. Februar 1979 in Lübeck) ist ein deutscher Manager. Er leitete von Juli 2011 bis März 2013 als CEO den Sportartikelhersteller Puma.

## Leben
Koch wuchs mit fünf Geschwistern in Lübeck auf. Seine Eltern, Michael und Gode-Linde Koch, geb. Henschel, betrieben dort von 1970 bis 2012 das Textilwarengeschäft Heick & Schmaltz. Ab 1999 absolvierte er ein Grundstudium der Betriebswirtschaftslehre in Hamburg. 2001 erwarb er an der Universität in Sydney einen Master of Commerce. 2004 schloss er als Betriebswirt an der Handelshochschule Leipzig ab.
Von 2004 bis 2007 arbeitete Koch für die Beratungsgesellschaft Oliver Wyman. Anfang 2007 wechselte er als Berater in die dreiköpfige Strategieabteilung bei Puma, die dort den Vorstand berät. Kurz darauf wurde Puma von Kering (damals noch unter dem Namen PPR) übernommen. 2008 wurde Koch bei Puma zum Head of Global Strategy ernannt. Er folgte im März 2011 auf Jochen Zeitz, der Koch gezielt für diese Position aufgebaut hatte, an die Spitze des Herzogenauracher Unternehmens. Zudem wurde Koch Vorstand für Strategie und Unternehmensentwicklung des Unternehmens. Zeitz übernahm bis November 2012 die Stelle des Vorsitzenden des Puma-Verwaltungsrats.
Kochs strategisches Ziel war zunächst, Puma behutsam zu modernisieren, die Lifestyle-Sparte zu reduzieren und mehr Gewicht auf den Leistungssport zu legen. Ein Gewinneinbruch im Jahr 2012 zwang ihn jedoch zu grundlegenden Umstrukturierungen, die mit zahlreichen Entlassungen verbunden waren. Die wirtschaftlichen Schwierigkeiten wurden im Nachhinein von vielen Beobachtern auf versäumte Reformen seines Vorgängers zurückgeführt. Nach einem Beschluss des Puma-Verwaltungsrates im Dezember 2012 legte Koch sein Amt im März 2013 nieder. Gleichzeitig schied er aus der Geschäftsführung des französischen Mutterkonzerns PPR aus. Im April 2013 wurde der Norweger Björn Gulden, ein ehemaliger Fußballprofi, zu Kochs Nachfolger ernannt.
Im März 2014 vermeldete das Manager Magazin fälschlicherweise, dass Koch im Haniel-Konzern in den "Kleinen Kreis", in dem die Anteilseignervertreter des Haniel-Aufsichtsrats zusammenkommen, aufgenommen werde. Als Familienmitglied zähle Koch selbst zu den etwa 650 Haniel-Gesellschaftern. Seine Mutter Gode-Linde Koch sei eine Nachfahrin von Franz Haniel. Tatsächlich wurde Koch nach einer mehrjährigen Auszeit im Anschluss an seine Tätigkeit bei Puma im Mai 2015 Co-Geschäftsführer und Gesellschafter bei dem Berliner Brillenhersteller Mykita.
Im Oktober 2018 wechselte Koch in die Geschäftsführung des Berliner Startups Onefootball. Diese Tätigkeit beendete er im März 2023.

## Privat
Koch spielte während seiner Schulzeit in Lübeck und während des Studiums in Leipzig aktiv Hockey. Mit seiner Mannschaft Harvestehuder THC wurde er im Jahr 2000 Deutscher Meister im Hockey (Feld).
Franz Koch ist verheiratet und hat einen Sohn. Er lebt in Berlin.